# Sagnat
|  | Aquest article tracta sobre el terme tipogràfic. Si cerqueu la localitat i comuna de França, vegeu «Sagnat (Cruesa)». |

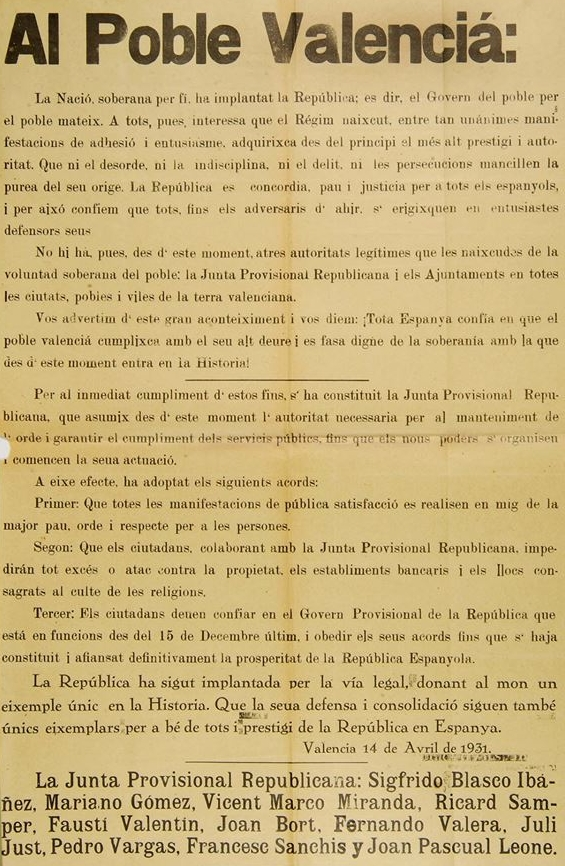
Text amb els paràgrafs sagnats

El sagnat o la sagnia, l'alineació (indentació o indentadura cf. it., ang.) és, en tipografia, la introducció de diversos caràcters en blanc al començament d'una línia, és la marca d'un retorn de carro. Per aquest esguard és una puntuació de text. S'empra en textos alineats a l'esquerra ("amb bandera a la dreta", segons l'argot tipogràfic), que és el que és general per a escrits en prosa.
Es manifesta com una "esquerda": totes les línies del text comencen a l'esquerra a la mateixa altura, de manera alineada, excepte les que incorporen sagnat, que ho fan de tres a cinc caràcters (en general) més a la dreta.

## Ús
- En tipografia s'empra, generalment, per assenyalar el començament d'un nou paràgraf del text.
- En llenguatges de programació, s'utilitza per a millorar la llegibilitat del codi font.

Hi ha quatre maneres de marcar els aparts d'un text:
- La sagnia entrant? que és la més habitual : és una retirada de dos quadrats en els quaderns d'alumne, o d'un quadratí en tipografia estàndard; es parla també d'indentació, de entrat o de blanc. Pot ser inferior al quadratí (sobretot en els diaris que proven de guanyar espai, de no escurçar les línies), però també superior, fins i tot molt superior: a les publicacions de luxe, pot ser del quart, del terç, de la meitat, fins i tot dels dos terços de la llargada de línia (dita justificació);

Exemple de sagnies entrants de 2 em :
Lorem ipsum dolor sit amet, consectetuer adipiscing elit. Sed non risus. Suspendisse lectus tortor, dignissim sit amet, adipiscing nec, ultricies sed, dolor. Cras elementum ultrices diam. Maecenas ligula massa, varius a, semper congue, euismod non, mi.Proin porttitor, orci nec nonummy molestie, enim est eleifend mi, non fermentum diam nisl sit amet erat. Duis semper. Duis arcu massa, scelerisque vitae, consequat in, pretium a, enim. Pellentesque congue.
- la sagnia sortint?, dita també en sumari, perquè serveix a compondre les taules de les matèries i les llistes amb llargs ítems; es parla també de apart sortint;

Exemple de sagnies sortints de 2 em :
Lorem ipsum dolor sit amet, consectetuer adipiscing elit. Sed non risus. Suspendisse lectus tortor, dignissim sit amet, adipiscing nec, ultricies sed, dolor. Cras elementum ultrices diam. Maecenas ligula massa, varius a, semper congue, euismod non, mi.Proin porttitor, orci nec nonummy molestie, enim est eleifend mi, non fermentum diam nisl sit amet erat. Duis semper. Duis arcu massa, scelerisque vitae, consequat in, pretium a, enim. Pellentesque congue.
- la sagnia alineada?, marcada per un simple salt de línia i al marge esquerre, sense retorn de carro ni sortint; si la línia que precedeix no és plena fins al marge dret de justificació, resta cava, i és únicament el buit de la línia, quan n'hi ha un -la qual cosa és el cas més freqüent- que assenyala la tornada a la línia. Grevisse escriu al Bon usage : « Selon une mode typographique moderne, les imprimeurs ne mettent plus en retrait le début du texte en alinéa. La clarté n'a rien à gagner à cet usage nouveau. »;

Exemple de sagnies alineades :
Lorem ipsum dolor sit amet, consectetuer adipiscing elit. Sed non risus. Suspendisse lectus tortor, dignissim sit amet, adipiscing nec, ultricies sed, dolor. Cras elementum ultrices diam. Maecenas ligula massa, varius a, semper congue, euismod non, mi. 
Proin porttitor, orci nec nonummy molestie, enim est eleifend mi, non fermentum diam nisl sit amet erat. Duis semper. Duis arcu massa, scelerisque vitae, consequat in, pretium a, enim. Pellentesque congue. 
- l'empedrat? o el paviment, variant del precedent, en què el passatge d'un apart a l'altre no és marcat per una tornada enrere ni una línia cava, però per un espaiament vertical sovint dit interlínia; és aquest apart que és el més estès per a les pàgines Web.

Exemple d'empedrats :
Lorem ipsum dolor sit amet, consectetuer adipiscing elit. Sed non risus. Suspendisse lectus tortor, dignissim sit amet, adipiscing nec, ultricies sed, dolor. Cras elementum ultrices diam.Maecenas ligula massa, varius a, semper congue, euismod non, mi. 

Proin porttitor, orci nec nonummy molestie, enim est eleifend mi, non fermentum diam nisl sit amet erat. Duis semper. Duis arcu massa, scelerisque vitae, consequat in, pretium a, enim. Pellentesque congue.

## Sagnia obrint, sagnia tancant
La sagnia obrint és la retirada d'un quadratí que en bona tipografia estàndard ve al capdavant de l'apart.
La sagnia tancant és la línia cava que marca generalment la fi de l'apart.
Segons aquesta concepció, cada apart d'un text seguit és comprès entre una sagnia obrint i una sagnia tancant.
Jan Tschichold, tipògraf alemany, feu justament observar a Livre et typographie (trad. fr. Paris, ed. Allia, 1994) que la primera sagnia que segueix un títol o un intertítol no té necessitat de sagnia obrint. S'hi pot afegir que en tot començament de text o de secció, la sagnia obrint pot ser reemplaçada per una lletrina (o inicial decorada) que és de pràctica corrent en tipografia anglesa.

## Variants de la sagnia obrint
La sagnia obrint posseeix un cert nombre de variants en què el signe blanc s'acompanya d'un signe negre :
- La sagnia amb claudàtors marca el començament d'un apart de citació o de discurs d'altri directe, fins i tot d'un diàleg amb la presa de paraula d'un primer locutor;

- La sagnia amb guionet de diàleg, que marca la presa de paraula d'un nou locutor, i de vegades el començament del diàleg ell mateix, el guionet emprat és generalment a aquest cas un guionet quadratí;

- La sagnia suspesa, que fet començar l'apart per punts de suspensió (que poden ells mateixos ésser seguits d'una minúscula) per a marcar la recuperació del fil del text després d'un tall o una interrupció;

- La sagnia amb guionet de llista, sovint en sumari, que serveix a compondre llistes : el guionet emprat a aquest cas és generalment un mig-quadratí;

- La sagnia llistada, que ell també serveix a compondre llistes;

- La sagnia indexada, molt veí funcionalment dels dos precedents, que serveix a crear llistes però pot també alertar sobre una nota o una clàusula : en aquest cas, el text és precedit d'una manícula (manet amb l'índex tens).

## Llenguatge jurídic
En el llenguatge jurídic i la descripció dels textos legislatius o reglamentaris, una sagnia (de vegades designat per peu de mosca ¶) pot ser sia un equivalent sia una subdivisió d'un paràgraf (§) (en dret federal suís, d'un article).
A França, dues regles han coexistit plenament abans de la circular del 20 d'octubre de 2000 :
- l'una, específic al Parlament, separa els aparts per una tornada a la línia.

- l'altra, específic al Consell d'Estat i al Govern, separa els aparts per un punt i una tornada a la línia.

Entre altres, diferències apareixen en les enumeracions. La circular del 20 d'octubre de 2000 fix com regla única, per als nous textos, la regla del Parlament. Tanmateix, els textos escrits abans d'aquesta data poden continuar a utilitzar la regla d'origen del text.